# 코미 공화국

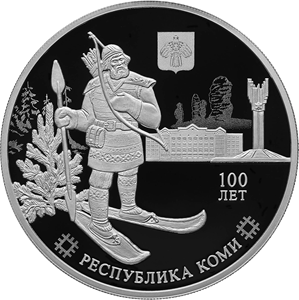
러시아은행의 코미 공화국 형성 100주년 기념 동전

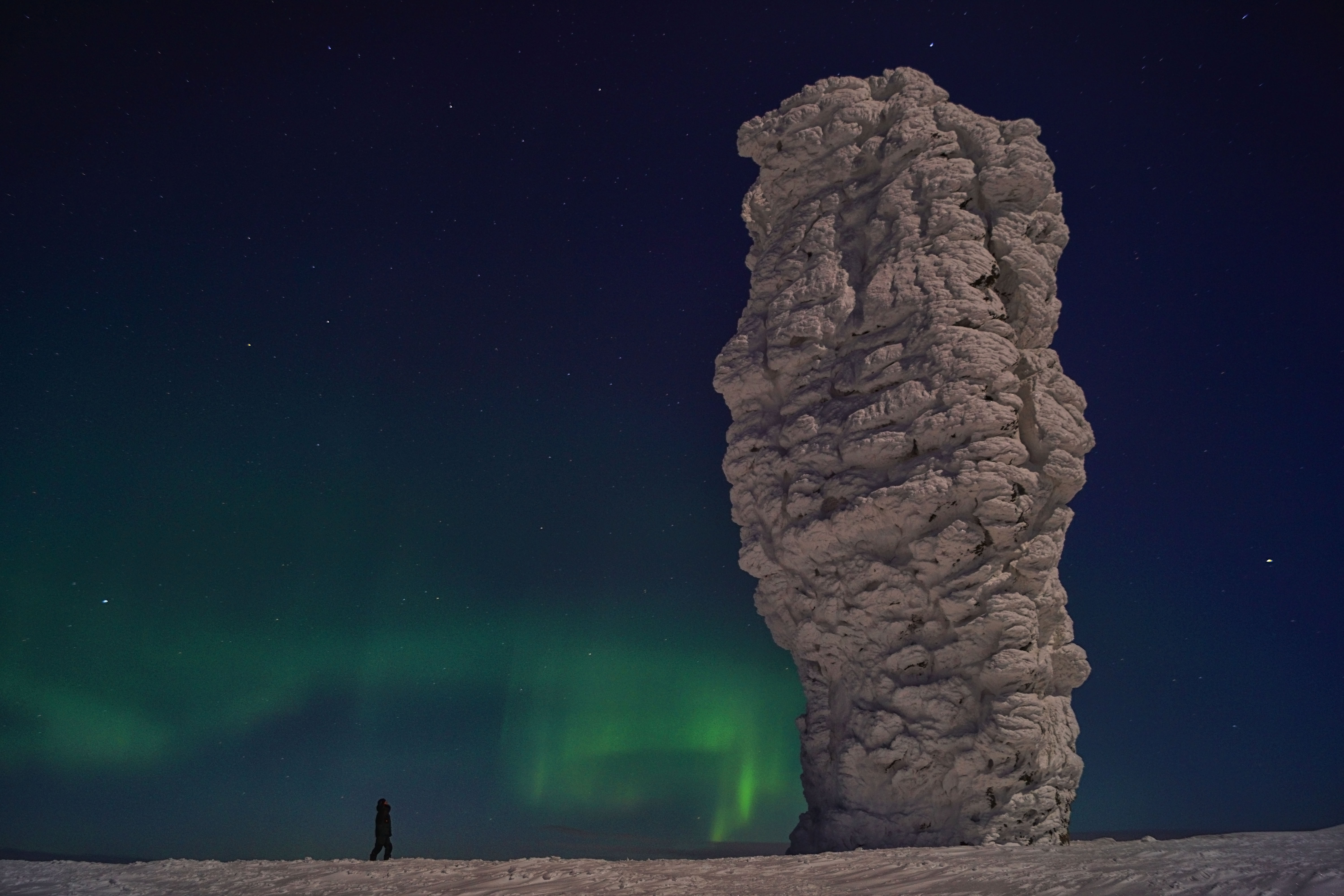
만푸푸너 고원의 풍화 기둥은 "러시아 7대 불가사의" 중 하나다.

코미 공화국(러시아어: Республика Коми; 코미어: Коми Республика), 때로는 단순히 코미이라고도 한다, 러시아의 공화국으로 유럽 러시아의 북동쪽에 위치한다. 수도는 도시인 식팁카르다. 2021년 인구 조사에 따르면 이 공화국의 인구는 737,853명이었다. 2010년 인구 조사의 901,189명에서 감소했다.

## 지리
우랄산맥의 서쪽에 위치해 있고, 남서쪽에 동유럽 평원이 있다.
삼림이 이 공화국의 70%이상을 덮고 있다. 15%를 차지하고 32,800 km2의 면적을 지닌 툰드라가 북부 우랄산맥에 위치해 있고 코미 원시림은 유네스코에서 문화유산으로 지정해 놓았다. 버진 코미 삼림지대는 러시아와 유럽에서 가장 큰 삼림지역이다.
- 면적: 415,900 km2.
- 위치:
  - 접한 지역: 네네츠 자치구(북서쪽/북쪽), 야말로네네츠 자치구(북동쪽/동쪽), 한티만시 자치구(동쪽), 스베르들롭스크주(남동쪽), 페름 변경주(남쪽), 키로프주(남쪽/남서쪽), 아르한겔스크주(서쪽).
- 최고점: 나로드나야산(1,894 m)

### 시간대
모스크바 시간(MSK/MSD)에 놓여 있다. UTC와의 시차는 +0300 (MSK)/+0400 (MSD)이다.

### 강
- 이주마강
- 메젠강
- 페초라강
- 시솔라강
- 우사강
- 바슈카강
- 비체그다강
- 빔강

### 호수
- 신도르스코예 호수
- 얌오죠로 호수

### 천연자원
석유, 천연가스, 금, 다이아몬드와 기타 광물이 생산된다.

### 기후
겨울은 길고 춥다.
- 1월 기후: -17 °C(남부), -20 °C(북부)
- 7월 기후: +11 °C(북부), +15 °C(남부)
- 강수량: 625 mm

## 도시
- 인타
- 페초라
- 식팁카르
- 우흐타
- 우신스크
- 보르쿠타
- 부크틸

## 주민
코미 공화국은 핀계의 코미인과 코미지리안인들이 거주한다. 공화국 주민의 25%를 차지하고, 러시아인들은 이 공화국에서 다수 민족인데, 58%를 차지한다. 그외에도 우크라이나인(6.10%), 타타르인(1.54%), 벨라루스인(1.49%), 독일인(0.91%), 추바시인(0.74%)이 거주하고 있다. 인구의 75.3%가 도시에 거주한다.
공용어는 코미어와 러시아어이고, 거의 대부분이 러시아 정교회를 믿는다.
| 연도                | 인구      | ±%      |
| ------------------- | --------- | ------- |
| 1897                | 171,000   | —       |
| 1926                | 207,314   | +21.2%  |
| 1939                | 318,969   | +53.9%  |
| 1959                | 815,799   | +155.8% |
| 1970                | 964,802   | +18.3%  |
| 1979                | 1,118,121 | +15.9%  |
| 1989                | 1,261,024 | +12.8%  |
| 2002                | 1,018,674 | −19.2%  |
| 2010                | 901,189   | −11.5%  |
| 2021                | 737,853   | −18.1%  |
| Source: Census data |           |         |

## 역사
12세기부터 이 지역에 러시아인들이 이주해오기 시작했고 1478년에 모스크바 공국에 병합되었다. 1697년에 이 지역에 석유가 발견된 이후 석유산업이 발달하기 시작하였다. 혁명 이후에는 1921년 8월 22일 코미 자치주(oblast)가 성립되었고 1931년 자치공화국으로 승격되었다. 코미공화국은 1990년 8월 30일 주권선언을 하고 1994년 2월 17일 공화국 헌법을 채택하였다. 그러나 2001년 9월에 코미공화국의 주권선언이 연방법과 충돌한다는 연방재판소의 결정에 따라 주권선언을 철회하였다. 2002년 5월에는 96년에 맺었던 쌍무조약을 취소하며 푸틴과 새로운 조약을 맺었다.

## 경제
코미 공화국은 러시아 연방에서 2번째로 중요한 연료 및 에너지 기지이다. 지하자원이 풍부한 것은 아니지만, 러시아의 산업지대 중심지와 인접해 있고 교통로가 잘 발달해 있기 때문이다.

## 교육
450개 이상의 중학교가 코미 공화국에 위치해 있다(18만 명의 학생들). 중요한 교육기관으로는 식팁카르 대학교와 우흐타 대학교가 있다.

## 종교
기독교이나 그 중에서도 동방 정교회가 거의 대부분이다.

## 관광
- 코미 원시림

## 같이 보기
- 유럽의 극점
- 발레리 레온티예프